# Forte Masmak

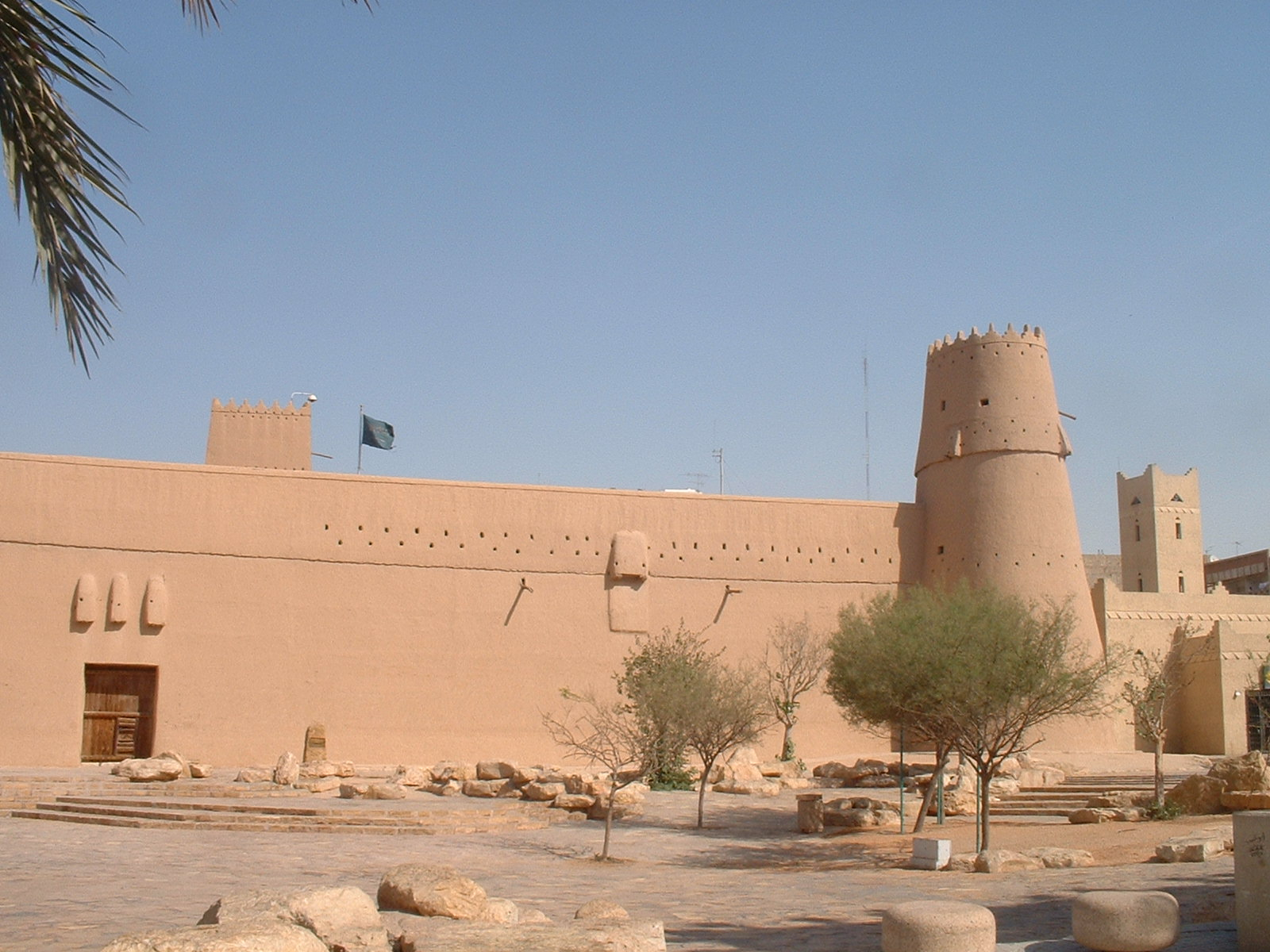
Parede de entrada do Castelo de Masmak.

O Forte Masmak, Castelo de Al Masmak ou Palácio Musmak ( em Árabe:Qaṣr al-Maṣmak قصر المصمك ‎) é um complexo de fortificação que fica localizado no centro da cidade de Riade,no bairro antigo da capital,na Arábia Saudita.

## História
Foi construído por volta de 1865,constituído de argila,tijolos de barro,fundada em blocos de pedra e possui quatro torres de vigia.Este edifício teve um papel importante na História da cidade,onde ocorreu a recaptura de Riade,liderada por Ibn Saud em 14 de janeiro 1902.